# György Majláth (1786–1861)

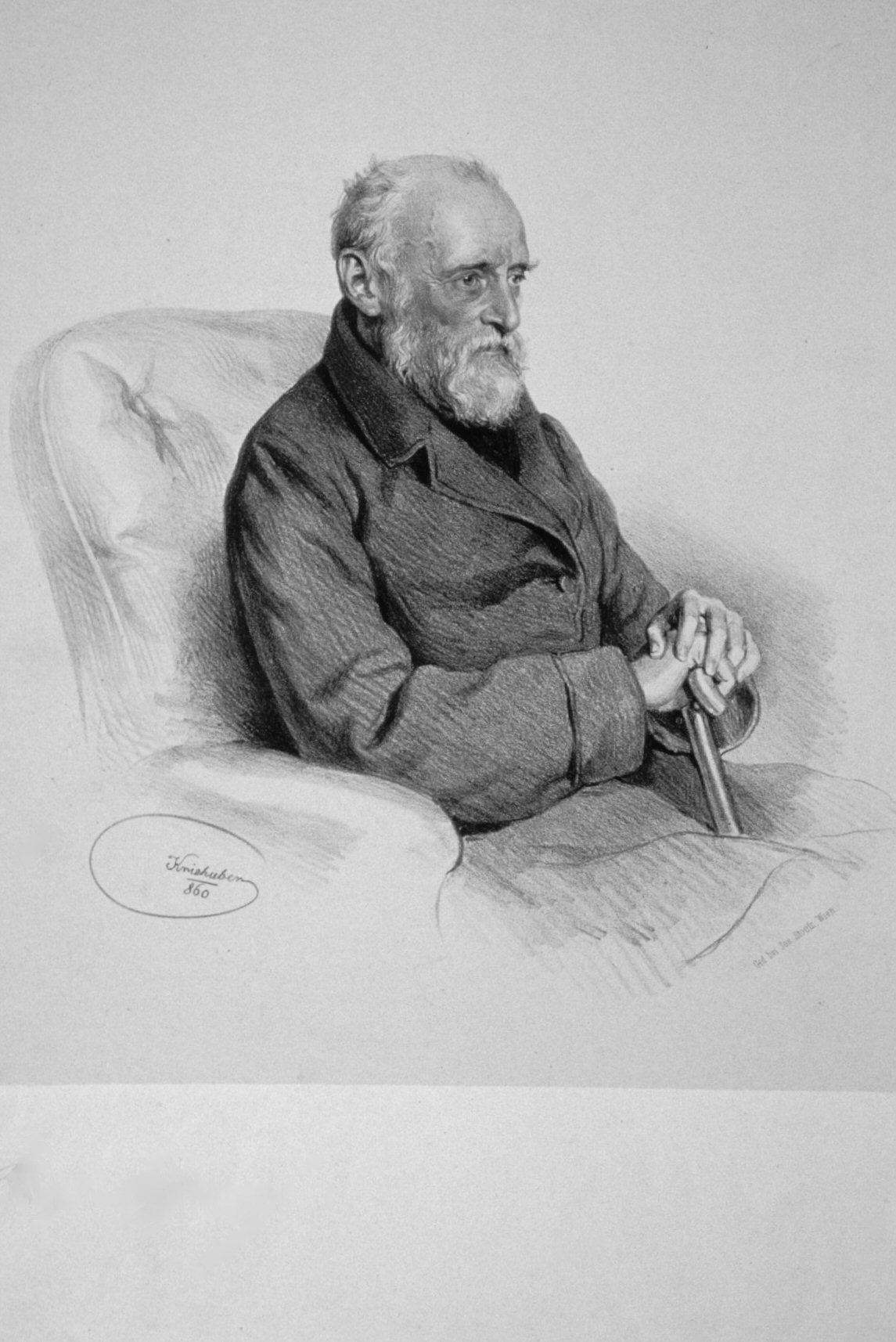
György Majláth senior

György Majláth de Székhely (Zavar, 2 april 1786 – Wenen, 11 april 1861), ook gekend onder zijn Duitse naam Georg von Majláth, was een Hongaars politicus.
Majláth werd geboren in het comitaat Pozsony, in het Koninkrijk Hongarije. Hij in de politiek toen hij al in de dertig was en werd in verschillende functies aangesteld. In 1817 werd hij onder-ispán van het comitaat Pozsony en in 1819 werd hij tweede commissaris voor Zevenburgen. In 1821 werd hij een lid van de Stadhoudersraad (Helytartótanács). Van 1832 tot 1839 werkte hij als staatsraad in Wenen en in 1839 werd hij aangeduid als opperste landrechter van Hongarije. Ten tijde van de Hongaarse Revolutie van 1848 werd hij voorzitter van het Magnatenhuis, het hogerhuis van de Landdag in Pest, maar legde kort daarna dit ambt weer neer. Hij stierf in 1861 in Wenen.
Zijn zoon György Majláth jr. was ook actief in de Hongaarse politiek was eveneens voorzitter van het Magnatenhuis.